# Calke Abbey

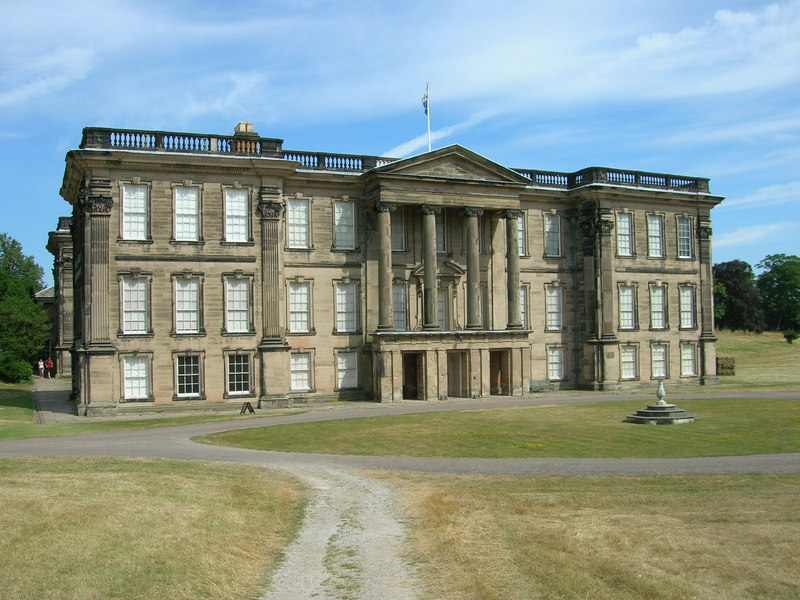
Calke Abbey

Calke Abbey ist ein Landhaus bei Ticknall in der englischen Grafschaft Derbyshire. Das von English Heritage als historisches Gebäude I. Grades gelistete Haus wird von gemeinnützigen National Trust verwaltet.
Das Gelände war eine vom 12. Jahrhundert bis zu ihrer Auflösung durch König Heinrich VIII. eine augustinische Priorei. Das heutige Gebäude, das seit 1808 Calke Abbey heißt, war eigentlich nie eine Abtei, sondern ein barockes Herrenhaus, das zwischen 1701 und 1704 errichtet wurde.
Das Haus gehörte fast 300 Jahre lang der Familie Harpur, bis es 1985 zur Ablösung der Erbschaftsteuer an den National Trust überantwortet wurde. Heute ist das Haus öffentlich zugänglich und viele Räume wurden in dem Zustand erhalten, in dem sie an den National Trust übergeben wurden. 2019 wurde Calke Abbey von rund 458.000 Personen besucht. 2024 betrug die Besucherzahl etwa 498.000 Personen.

## Geschichte

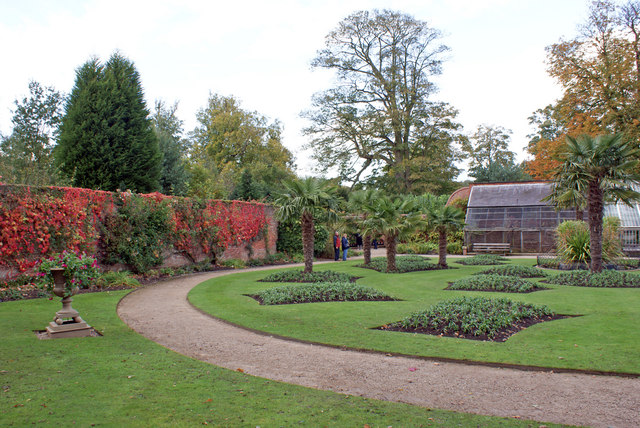
Der Garten

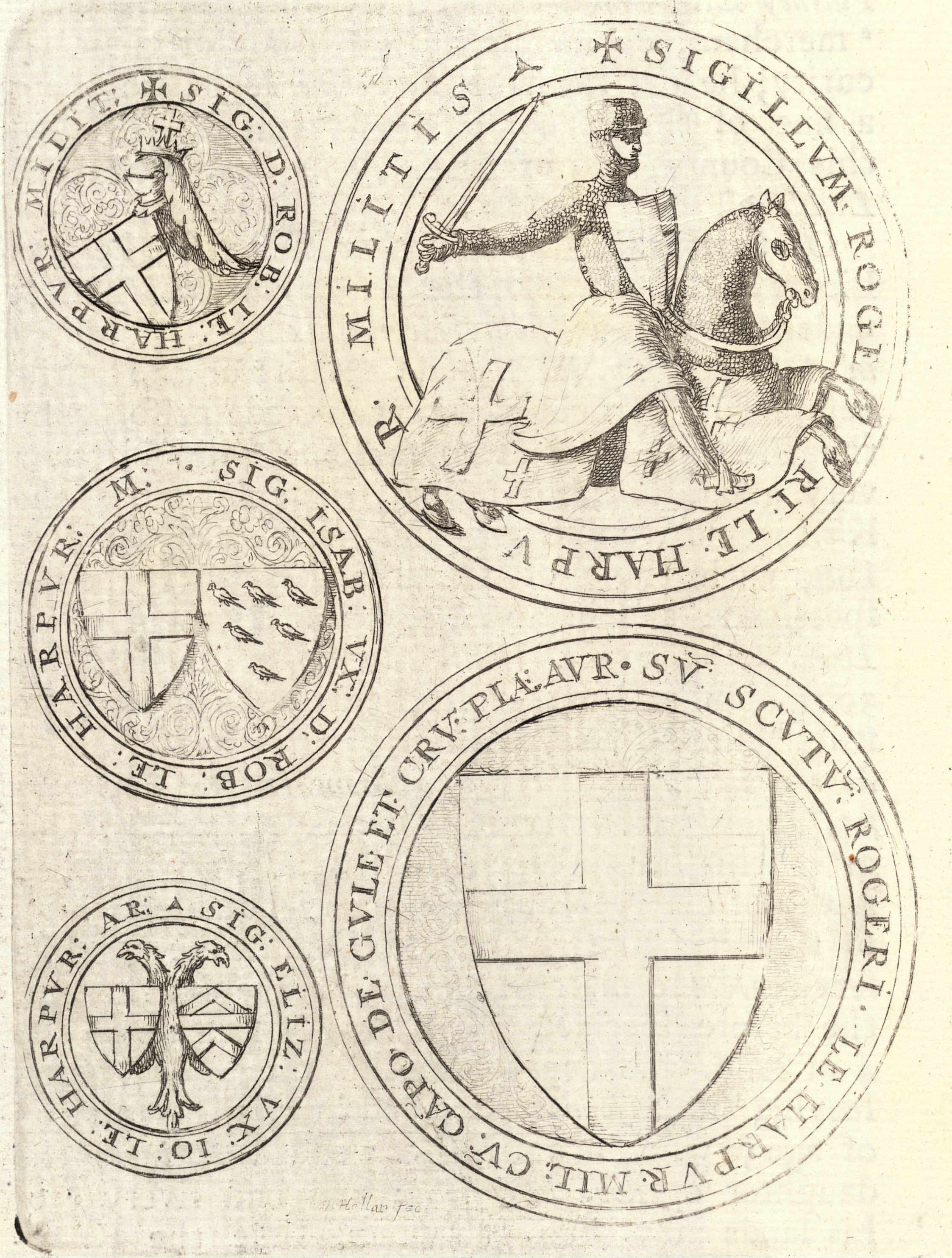
Siegel der Familie Le Harpur von Wenzel Hollar

Die Priorei Calke wurde von Richard d’Avranches, 2. Earl of Chester irgendwann zwischen 1115 und 1120 gegründet und dem heiligen Ägidius geweiht. D’Avranches hatte von seinem Vater ausgedehnte Ländereien in England und in der Normandie geerbt, zu denen Calke und viele der umgebenden Dörfer gehörten.
Die Priorei Calke war anfangs eine unabhängige Gemeinde, aber nach dem Tod von Ranulph de Gernon 1153 fiel sie (zusammen mit seinen meisten anderen Ländereien in Derbyshire) an seine Witwe, Maud of Gloucester. Maud stiftete anfangs die nahegelegene Kirche St. Wystan in Repton an die Priester der Priorei Calke, ließ aber dann eine neue Priorei in Repton bauen, die der Heiligen Dreieinigkeit geweiht wurde. 1172 ließ sie die Priester von Calke nach Repton umsiedeln und Calke wurde zur untergeordneten „Zelle“ der Priorei Repton.
Über die Rolle der Priorei im 14. und 15. Jahrhundert ist nichts bekannt, aber der Historiker Oliver Garnett ist der Meinung, dass sie in dieser Zeit eher als Zentrum eines landwirtschaftlichen Anwesens diente als religiöse Einrichtung.
Die Priorei Repton wurde 1538 aufgelöst und ihr Land von der Krone konfisziert. Die Priester hatten aber die Auflösung vorausgesehen und damit begonnen, ihre Ländereien zu verpachten: Calke war eine von denen und sie wurde am 29. August 1537 für 99 Jahre an John Prest (oder John Priest) verpachtet.

### Nach der Auflösung der Klöster
John Prest pachtete die Priorei Calke für 99 Jahre, wobei er die Pacht für 59 Jahre bereits im Voraus bezahlt hatte. Er war Mitglied der London Grocers Company und lebte in Calke bis zu seinem Tod 1546. Das Haus fiel dann an seine Witwe, später an seine Tochter Frances und an deren Gatten William Bradborne. Die Krone vergab die Pacht dann an John Dudley, Earl of Warwick, später Duke of Northumberland, wonach das Anwesen verschiedenen Eignern und Pächtern zufiel, bevor Richard Wendsley es 1575 kaufte. Wendsley war zweimal Parlamentsabgeordneter für Derbyshire und baute ein neues Haus auf dem Anwesen, in dem er wohnte; dies ist das Haus im elisabethanischen Stil, Kernstück des heute noch erhaltenen Hauses. Teile davon kann man heute noch im Hof sehen. Man wusste wenig darüber, wie dieses elisabethanische Haus bis zur Renovierung des heutigen Hauses durch den National Trust 1988. Das Haus wurde um einen Innenhof herum gebaut, der Südflügel diente als Eingangsfront mit einem Torhaus. Zwei Untersuchungen der Fundamente im Nordosten und Nordwesten ließen die Lage der beiden Treppentürmchen erkennen. Die Arbeiten förderten auch eine spätere Rundbogenloggia aus dem 17. Jahrhundert zutage, die neben den beiden Treppentürmchen lag. Ost- und Westflügel des Hauses waren nicht parallel, was die Form und das Layout des heutigen Hauses entscheidend beeinflusste. Diese Diskrepanz könnte entweder eine Folge der verschiedenen Bauphasen im elisabethanischen Haus oder des Layouts und der Ausrichtung der ursprünglichen Gebäude der Priorei.
1585 verkaufte Wendsley das Anwesen an den dreimaligen Parlamentsabgeordneten für Derby, Robert Bainbridge. Er war „extremer Protestant“, der 1586 wegen seiner Ablehnung der Anerkennung der Kirchenbeschlüsse von Elisabeth I. im Beauchamp Tower des Tower of London eingesperrt wurde (wo er seinen Namen einritzte, den man heute noch dort sehen kann). Der Historiker Oliver Garnett meint, dass Bainbridge in Calke leben wollte, weil die dortige Gemeinde nicht unter der Kontrolle des Bischofs stand, was bedeutete, dass er dort seinem puritanischen Glauben ungestört nachgehen konnte. Nach Bainbridges Tod fiel Calke an seinen Sohn, der ebenfalls Robert hieß. Dieser Robert Bainbridge verkaufte das Anwesen 1622 an Sir Henry Harpur für £ 5350.

### Die Harpurs
1622 kaufte Sir Henry Harpur, 1.Baronet, (ca. 1579–1639) das Anwesen. Die Familie Harpur hatte sich Mitte des 16. Jahrhunderts etabliert. Sie waren Abkömmlinge von Richard Harpur, einem erfolgreichen Anwalt, der zum Richter am Court of Common Pleas in Westminster und dann zum Vorsitzenden Richter des County Palatine von Lancaster aufgestiegen war. Er und seine Nachkommen erwarben durch ihren Reichtum und durch geschickte Heiratspolitik Ländereien in Staffordshire (um Alstonfield) und Derbyshire (um Swarkestone).
Das Haus wurde von Sir John Harpur, 4. Baronet, (1680–1741) von 1701 bis 1704 neu gebaut. Haus und Anwesen gingen danach in die Hände folgender Baronets Harpur über und schließlich erbte sie Sir Vauncey Harpur-Crewe, 10. Baronet, (1846–1924), der sich mit der Sammlung naturhistorischer Stücke beschäftigte. Nach seinem Tod verkaufte seine älteste Tochter, Hilda Harpur-Crewe (1877–1949) einige Stücke seiner Sammlung von Vögeln, Schmetterlingen und Fischen, um die Erbschaftsteuer bezahlen zu können. Ihr folgte ihr Neffe, Charles Jenney (1917–1981), der älteste Sohn von Frances Harpur-Crewe, der vierten Tochter von Sir Vauncey. Charles benannte sich in Charles Harpur-Crewe um. Sein plötzlicher Tod führte zu ruinösen Erbschaftsteuern (£ 8 Mio. für ein Anwesen im Wert von £ 14 Mio.), und so wurde das Anwesen 1985 von seinem jüngeren Bruder Henry Harpur-Crewe (1921–1991) an den National Trust übertragen.

## Heute

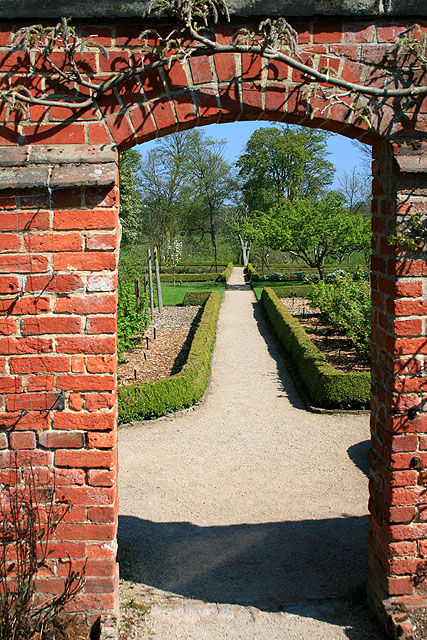
Blick den Gartenweg hinunter

Da inmitten eines Landschaftsgartens gelegene Haus wird heute vom National Trust als Beispiel eines englischen Landhauses im Verfall präsentiert. Es wurden umfangreiche Erhaltungsarbeiten, aber keine Renovierungen, durchgeführt und die Innenräume verblieben größtenteils in dem Zustand, in dem man sie 1985 vorgefunden hatte, sodass der Niedergang von Gebäude und Innenausstattung aufgehalten, aber nicht rückgängig gemacht wurde. Vor den vom National Trust Ende der 1980er-Jahre durchgeführten Arbeiten war alles seit den 1880er-Jahren unberührt geblieben.
An der Seite des Hauses befindet sich ein großes Geviert von Gebäuden des alten Stallhofes und des Bauernhofes, komplett mit alten Fuhrwerken und landwirtschaftlichen Geräten ausgestattet. Zu den Nebengebäuden gehört auch ein Sudhaus, das mit dem Hauptgebäude durch einen Tunnel verbunden war.
Der National Trust verwaltet den umgebenden Landschaftspark unter Naturschutzaspekten. Er enthält z. B. einen eingefriedeten Garten mit Blumengarten und früherem Medizingarten, der heute als Küchengarten betrieben wird. Der alte Rehpark von Calke Abbey ist als Site of Special Scientific Interest und National Nature Reserve ausgewiesen, das vor allen Dingen für seinen seltenen Hutewald und die damit verbundene Totholzfauna bekannt ist.
Einige Jahre nach Übergabe von Calke Abbey an den National Trust zur Begleichung der Erbschaftssteuer wurde ein weiterer Erbe entdeckt: Andrew Johnson, ein entfernter Verwandter der Familie Harpur. Johnson war ein reicher US-Amerikaner aus Vermont und Besitzer umfangreicher Wälder sowie eine Holzgeschäftes, den die britische Boulevardpresse als “Lumberjack” bezeichnete. Johnson erhielt ein Appartement in Calke Abbey, das er und seine Familie bei gelegentlichen Besuchen in England nutzen.
Die Kalksteinbrüche auf dem Anwesen bei Ticknall sind der Endpunkt der Ticknall Tramway, die Kalkstein zum Ashby Canal im Willesley Basin transportierte. Diese Eisenbahnlinie wurde 1915 aufgelassen, aber einer der Tunnel wurde renoviert und verläuft noch heute unter der Zufahrt.

## Galeriebilder

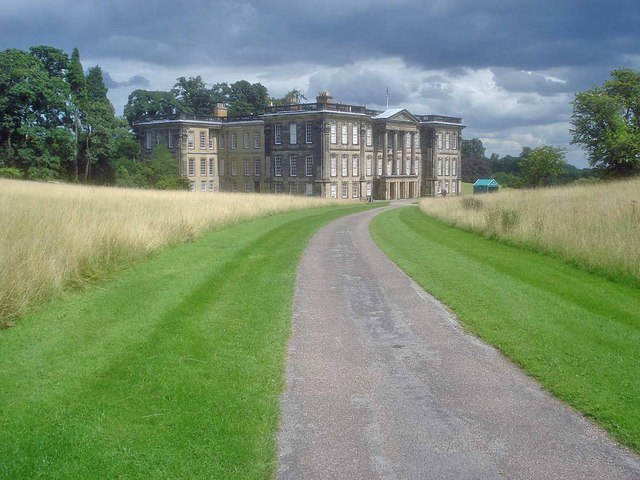
Calke Abbey
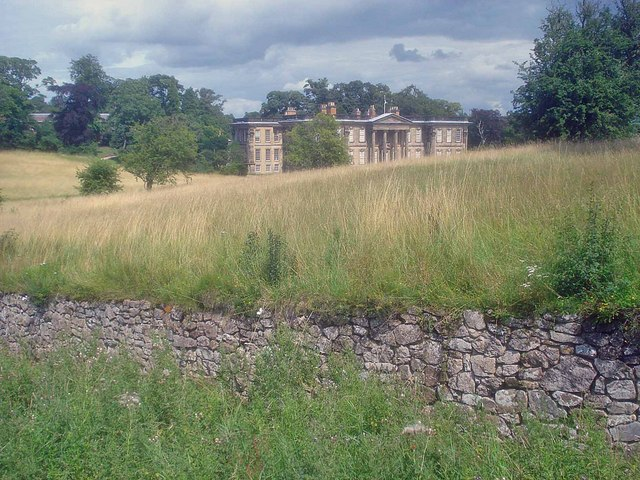
Ha-ha von Calke Abbey
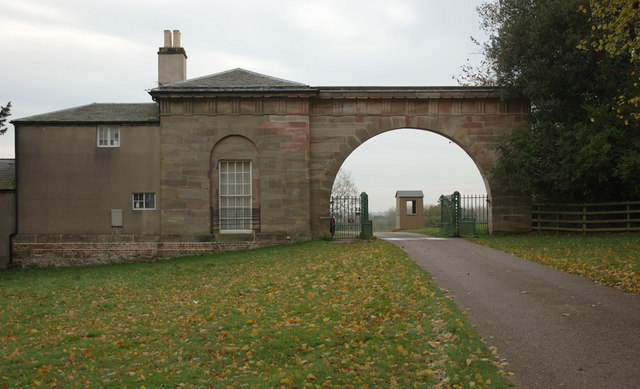
Middle Lodge (eines der Torhäuser)
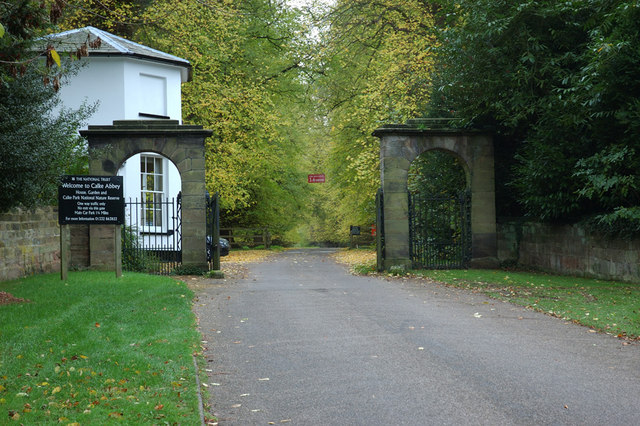
Ticknall Lodge (ein weiteres Torhaus)
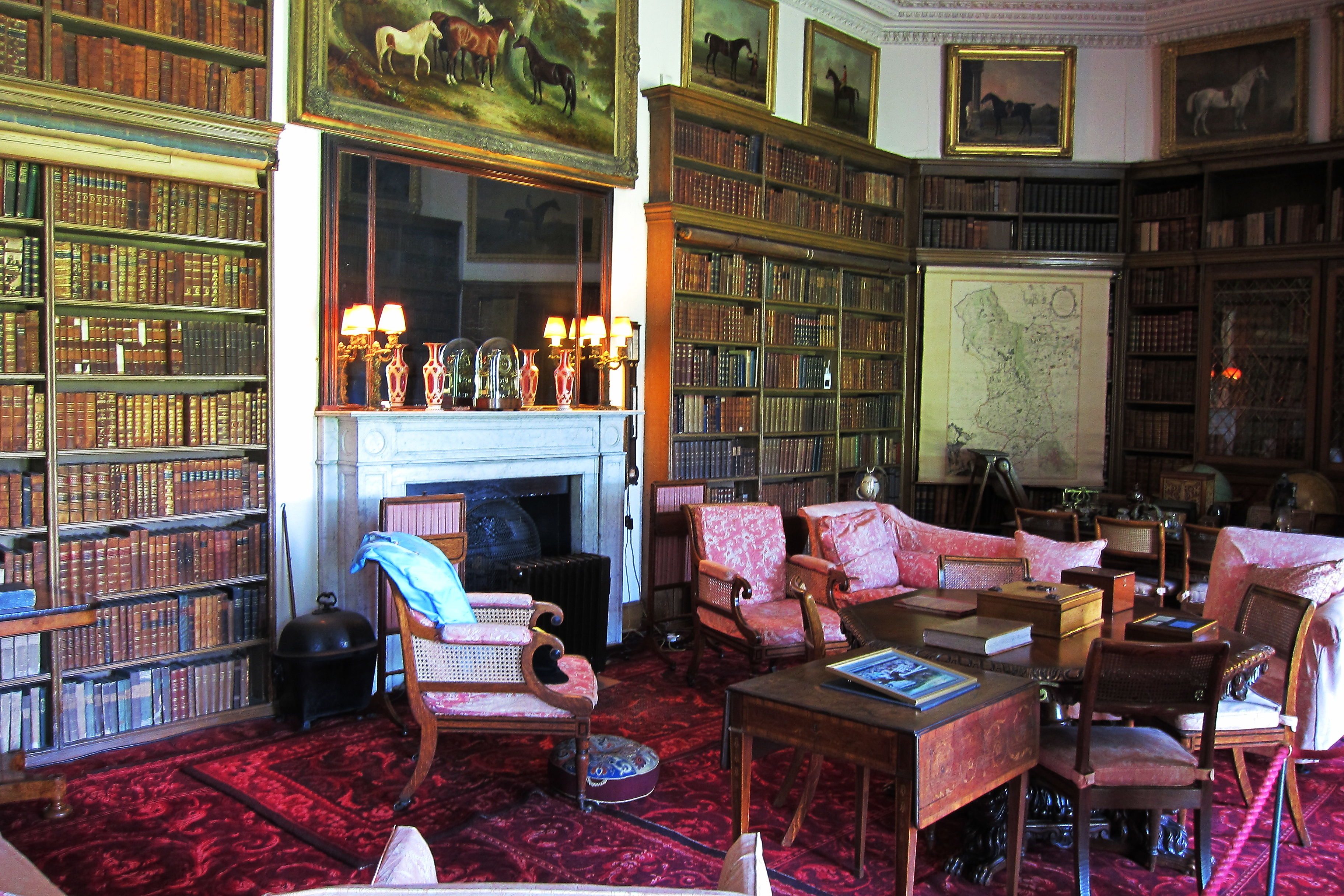
Salon
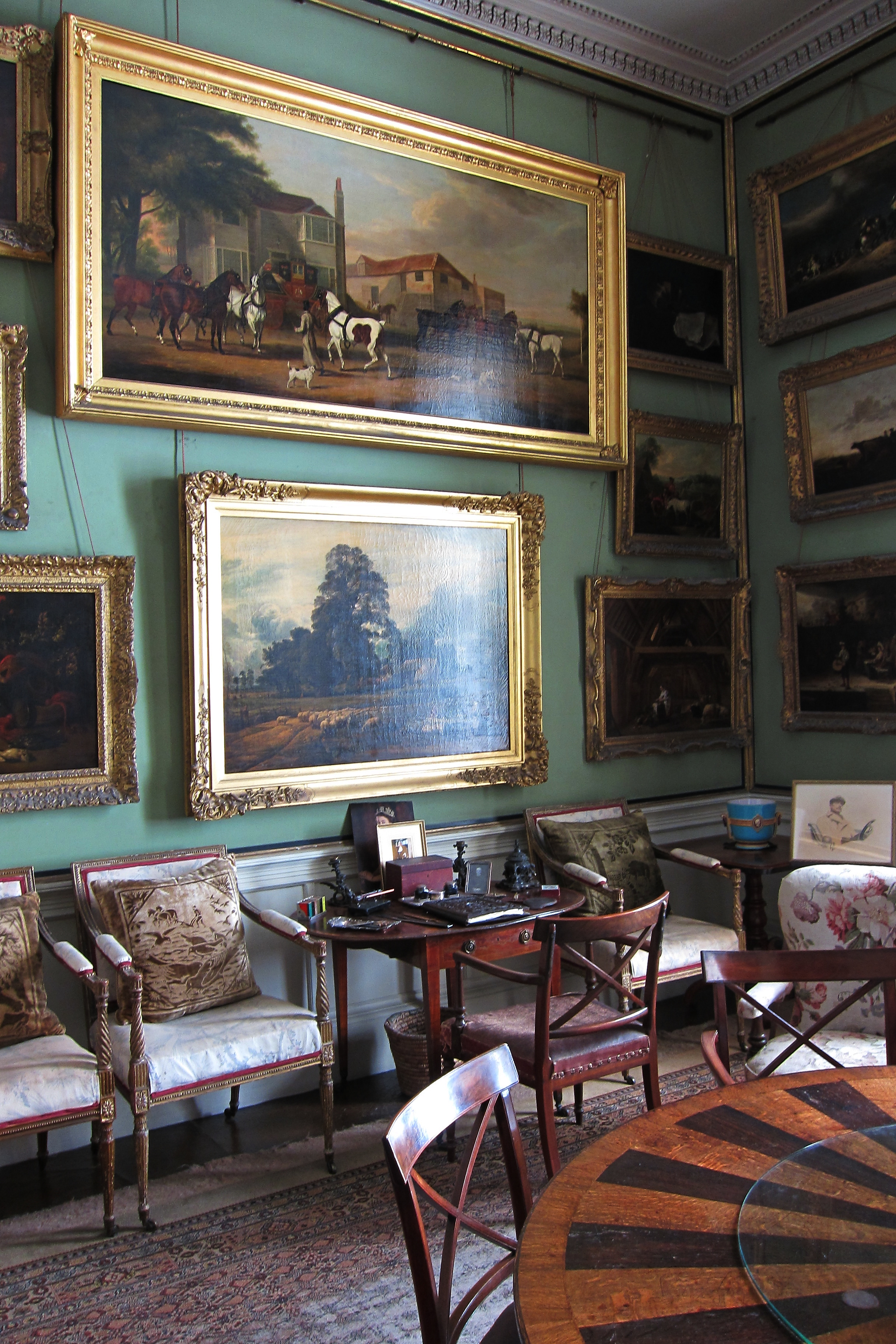
Frühstückszimmer
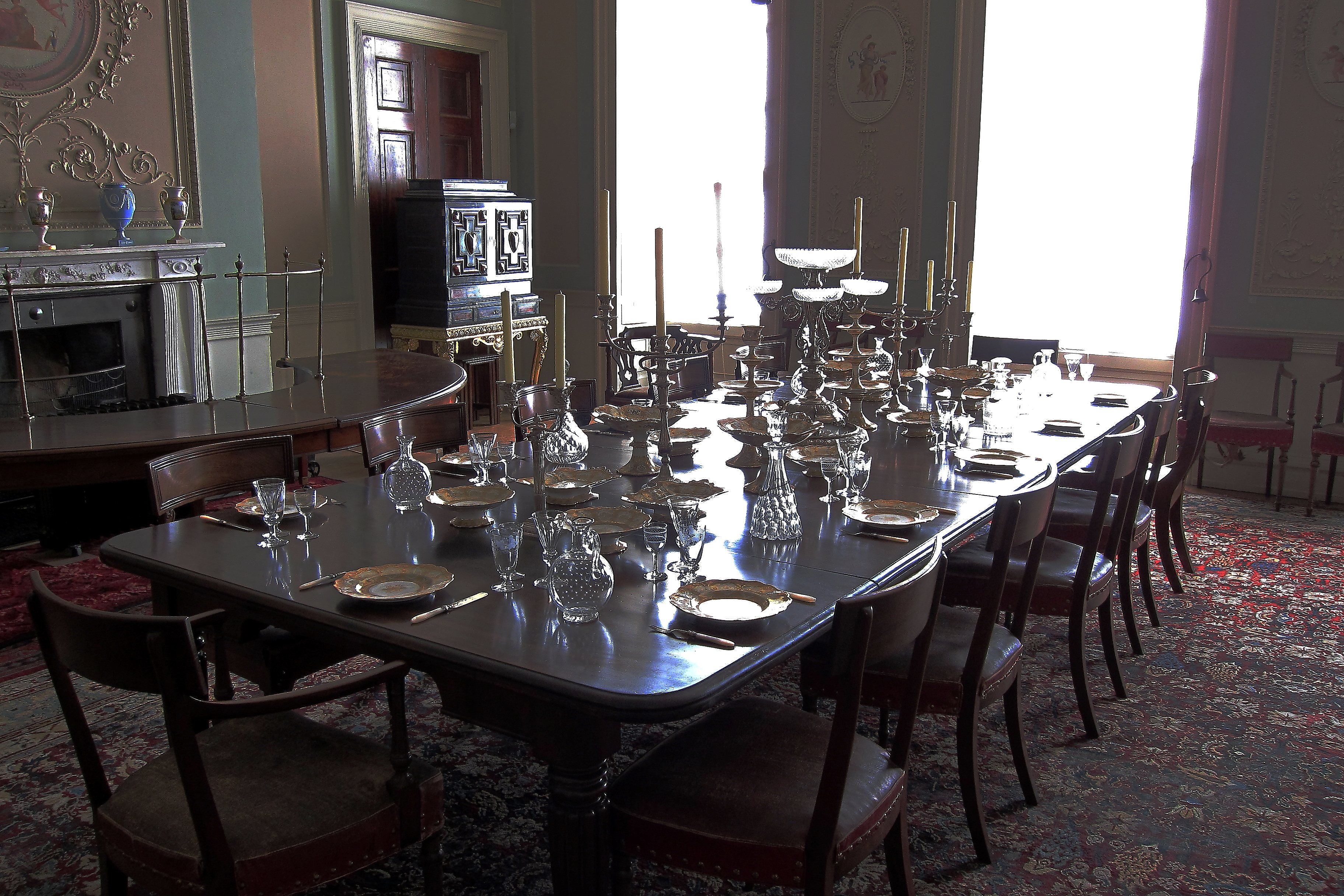
Speisezimmer
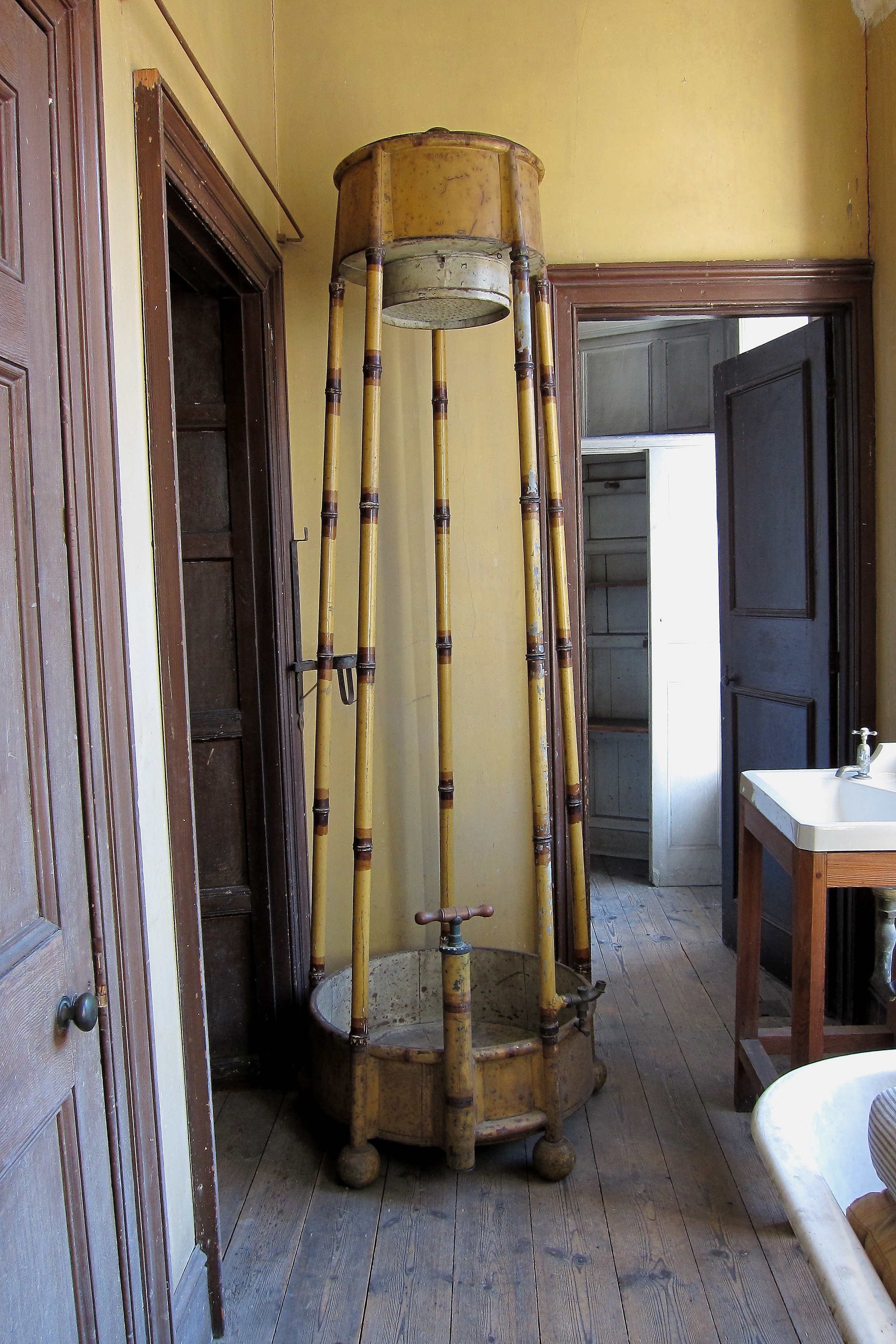
Mobile Dusche
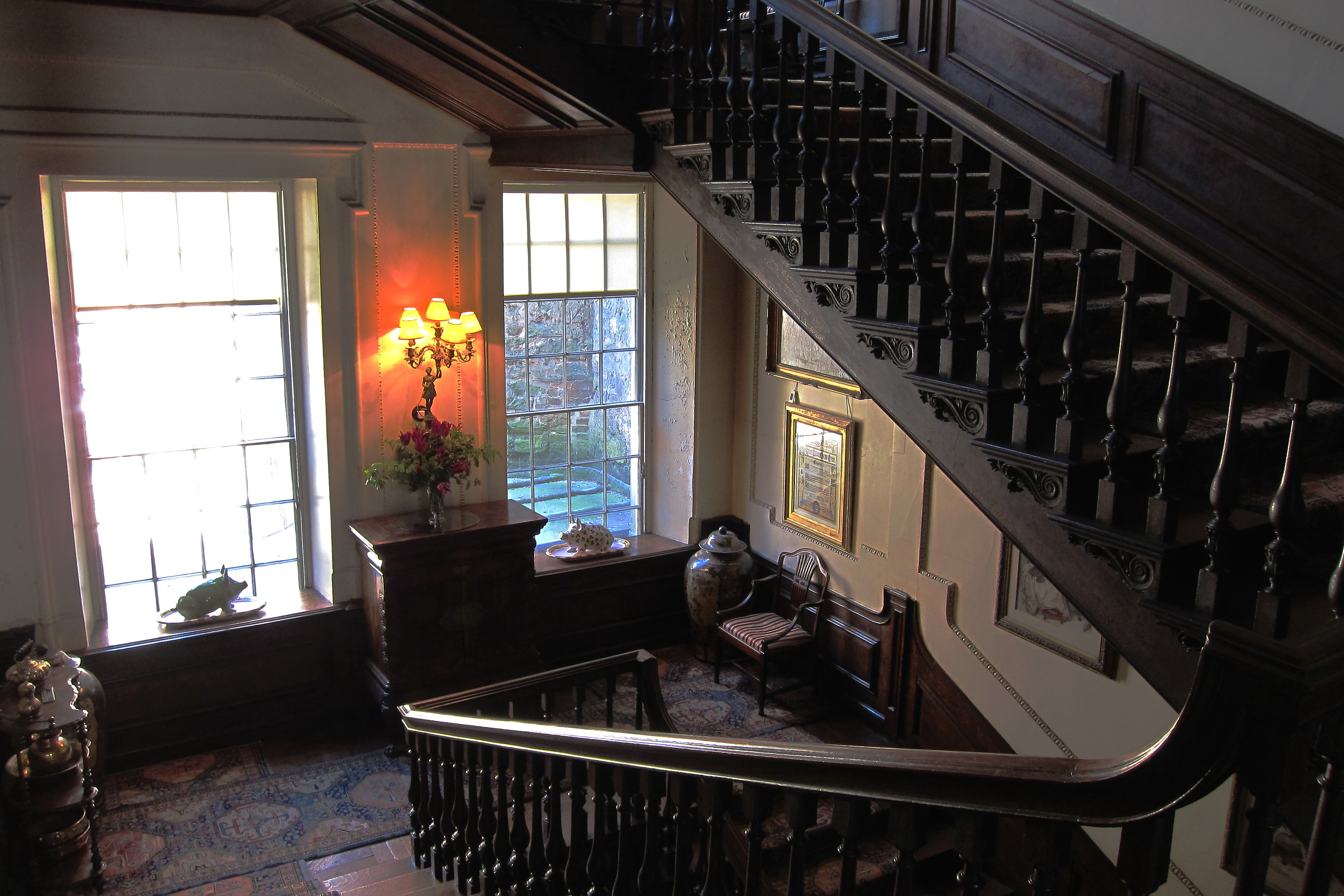
Haupttreppenhaus
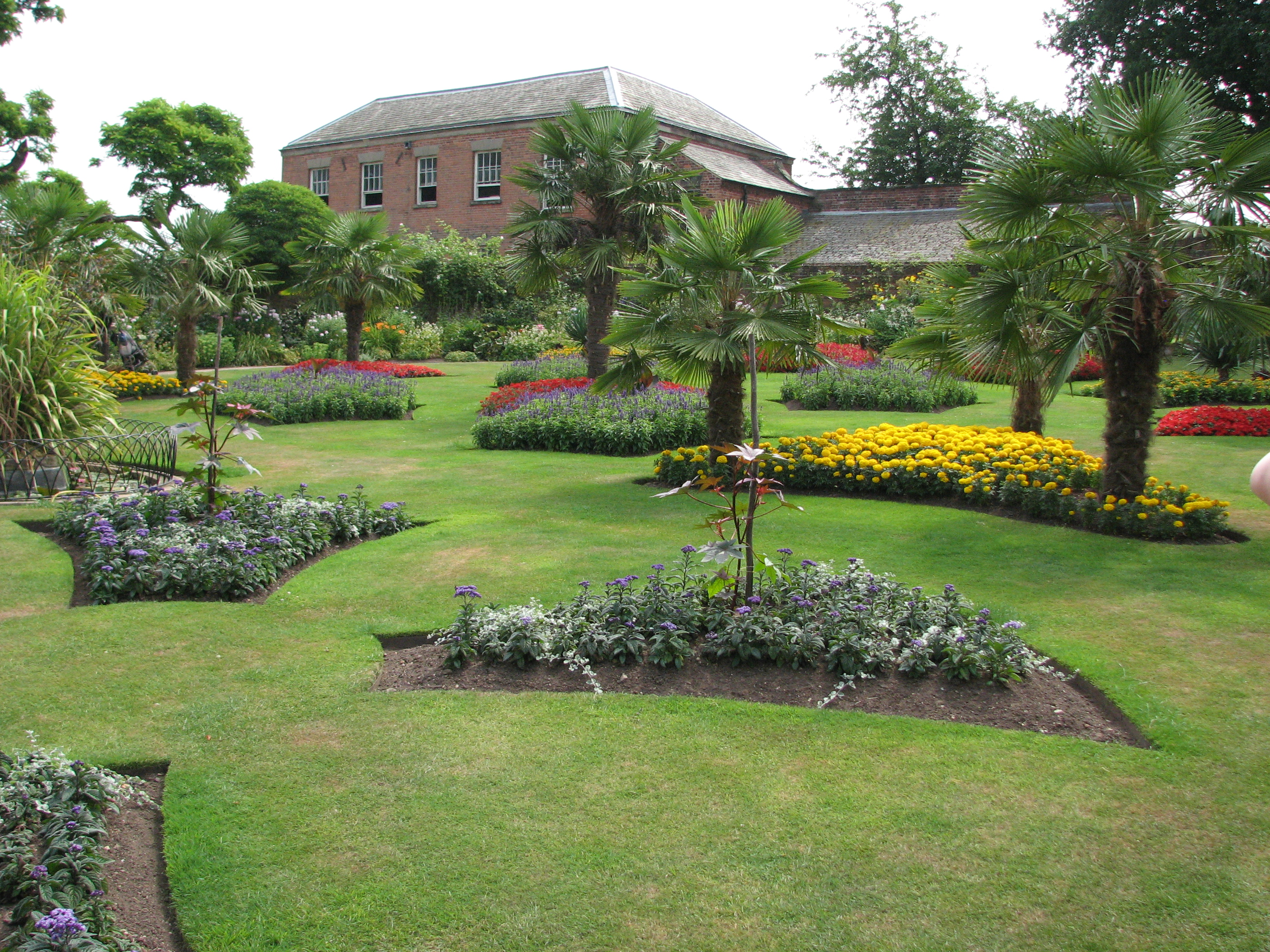
Eingefriedeter Garten und Haus des Chefgärtners
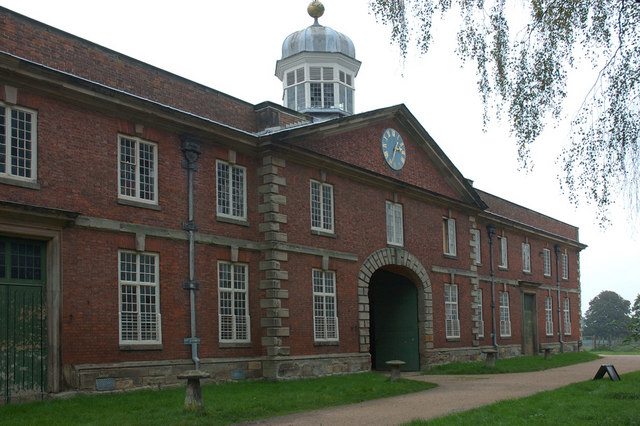
Ställe
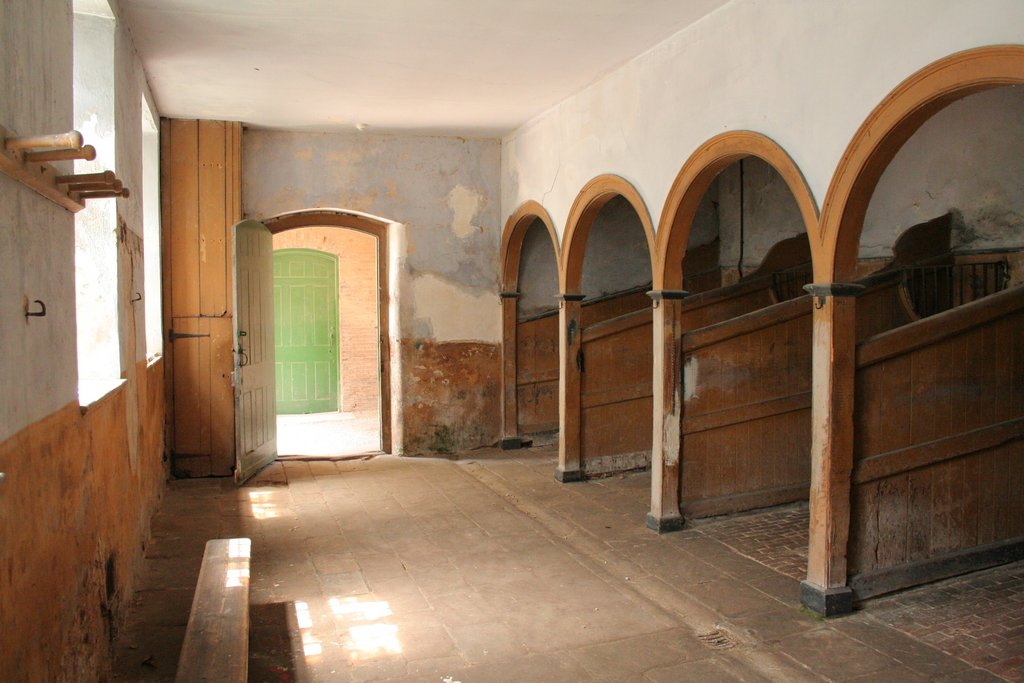
Blicke ins Innere der Ställe
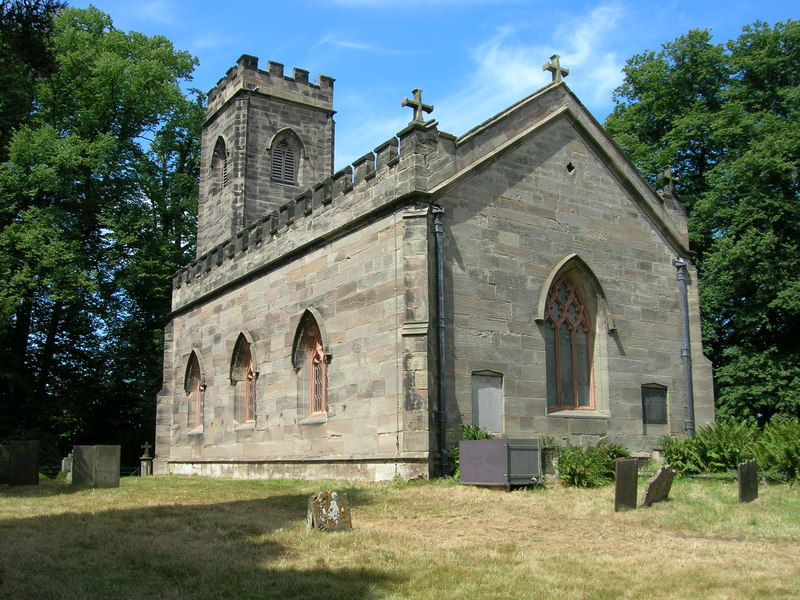
St. Giles Church, Privatkapelle von Calke Abbey
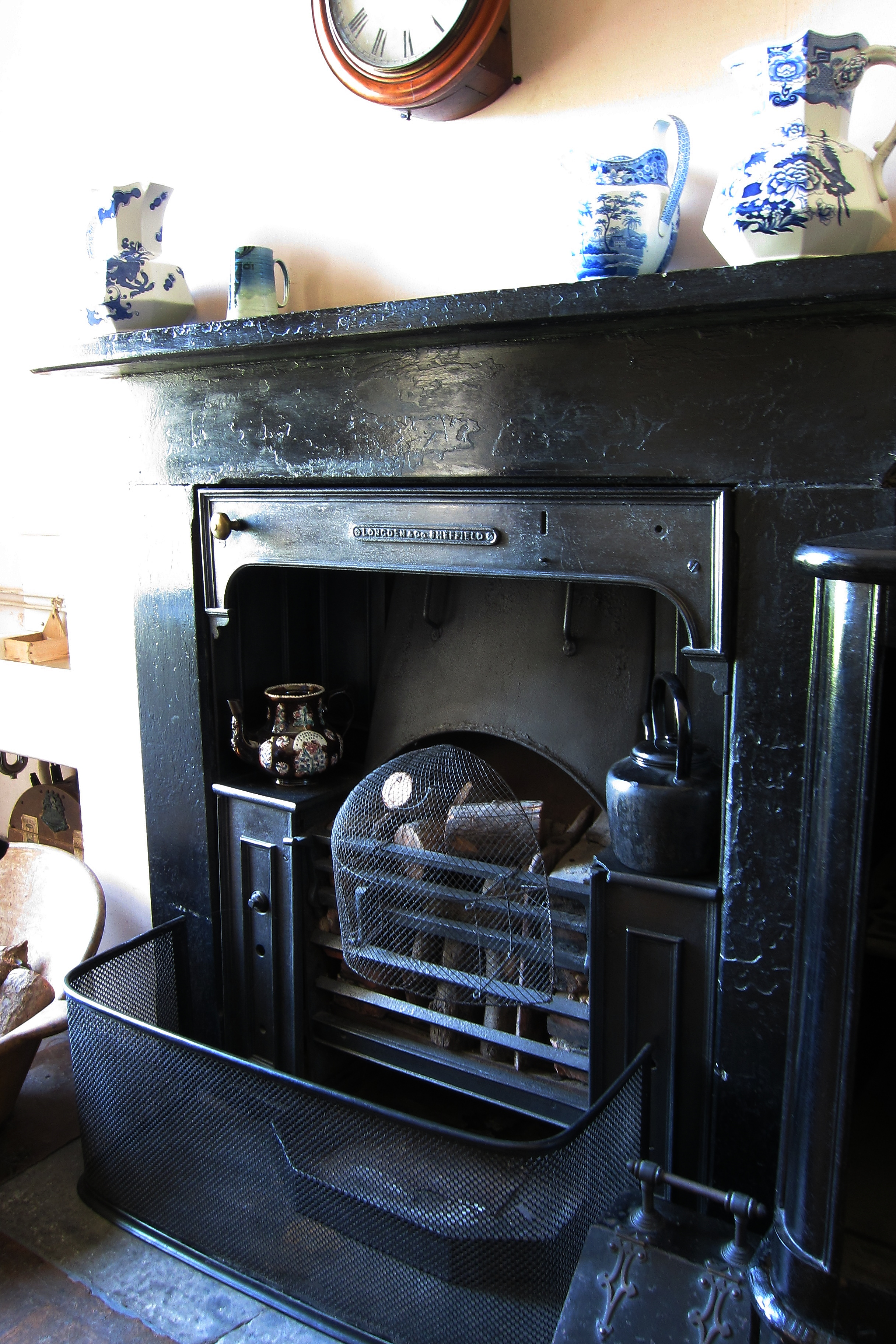
Offener Kamin in der Butlerkammer